# Economia do Paraná
As principais fontes de renda da economia do Paraná são a agricultura (cana-de-açúcar, milho, soja, trigo, café, mandioca), a indústria (agroindústria, indústria automobilística, papel e celulose) e o extrativismo vegetal (madeira e erva-mate). O setor terciário é o maior e mais relevante da economia paranaense: em 2013, a participação dos serviços representava 63,4% do valor total adicionado à de todo o estado.

## Características gerais
Das fontes de renda que desenvolvem-se no Paraná, merecem destaque a agricultura e a pecuária, além de um setor industrial bastante expansivo. Os mais importantes produtos da agricultura paranaense são a cana-de-açúcar o milho , a soja , a mandioca , o trigo , o algodão  e a laranja (1,4 bilhão de frutos). O rebanho bovino possui mais de 9,5 milhões de cabeças; o suíno, 4,2 milhões; e o ovino, 570 mil. A avicultura conta 125 milhões de galináceos.
Há relevantes depósitos paranaenses de calcário. Demais fontes de renda importantes são o extrativismo de gás natural e água mineral e a diminuta produção de petróleo. As mais importantes atividades da indústria no Paraná são a agroindústria, o de papel e celulose, o de fertilizantes e, mais há pouco tempo, o automobilístico e o de eletroeletrônicos.
O Paraná é sede de importantes cooperativas agropecuárias, entre as quais a Coamo, de Campo Mourão, cuja receita é superior a R$ 5 bilhões; a C.Vale, de Palotina; a Lar, de Medianeira, de Maringá; a Integrada, de Londrina; a Agrária, de Guarapuava; a Batavo, de Carambeí, de Castro, entre outras. As cooperativas agropecuárias paranaenses têm uma receita superior a R$ 21 bilhões, o que representa cerca de 55% do PIB agrícola do Paraná. A Coamo é reconhecida como a maior cooperativa agropecuária da América Latina, sendo a única que realiza exportações diretas aos compradores europeus.
Existem três lugares relevantes de turismo no Paraná. O primeiro lugar visitado é o Parque Nacional do Iguaçu, em Foz do Iguaçu, registrado por tombamento pela Unesco como patrimônio natural da humanidade, em que são encontradas as famosas cataratas do Iguaçu. Além disso, a região de Vila Velha tem atrações geológicas, e a serra da Graciosa, perto do litoral, fornece alternativas de turismo gastronômico. Na costa, a ilha do Mel traz banhistas do Brasil inteiro e do estrangeiro. A capital, Curitiba, firmou-se na história do Brasil como relevante centro cultural e de lazer.
O Paraná conta com mais de 261,2 mil quilômetros de rodovias. Além disso, o estado é atravessado por relevantes estradas de rodagem federais, como a BR-101 e a BR-116, com grande tráfego de caminhões. A rede ferroviária no Paraná atinge cerca de 2.250 quilômetros.
De acordo com a Revista Amanhã, as dez maiores empresas do Paraná são a Vivo, o HSBC, a Copel, a Rumo Logística, a Renault, a Coamo, a Klabin, a Itaipu Binacional e a Kraft Foods. Outras empresas mais importantes são a Batavo, O Boticário, a Positivo Informática, a Sanepar e o Grupo J. Malucelli.

## PIB
O Paraná possui o 4º maior PIB do Brasil, com 332.837.000 bilhões de reais, representando 6,3% do PIB nacional no ano de 2013, contra 5,9% em 2012. Esse aumento de participação foi a maior do Brasil na última apuração. Esse aumento foi impulsionado pela produção agrícola e energética. Cerca de 9% do PIB paranaense provém da agricultura. Outros 21% vem da indústria e os restantes 69% vem do setor de serviços.
| Anos | PIB† (em reais) | PIB per capita‡ (em reais) |
| ---- | --------------- | -------------------------- |
| 2002 | 88.407.076      | 8,926.93                   |
| 2003 | 109.458.876     | 10,926.81                  |
| 2004 | 122.433.731     | 12,088.33                  |
| 2005 | 126.621.933     | 12,370.41                  |
| 2006 | 136.614.637     | 13,211.75                  |
| 2007 | 161.581.843     | 15,474.41                  |
| 2008 | 179.270.000     | 17,007.88                  |
| 2009 | 189.991.948     | 17,862.99                  |
| 2010 | 217.289.676     | 20,252.63                  |
| 2011 | 239.366.010     | 22,121.69                  |
| 2012 | 255.926.607     | 23,457.18                  |
| 2013 | 332.837.000     | 30,264.15                  |
| 2014 | 358.544.000     |                            |

## Setor primário

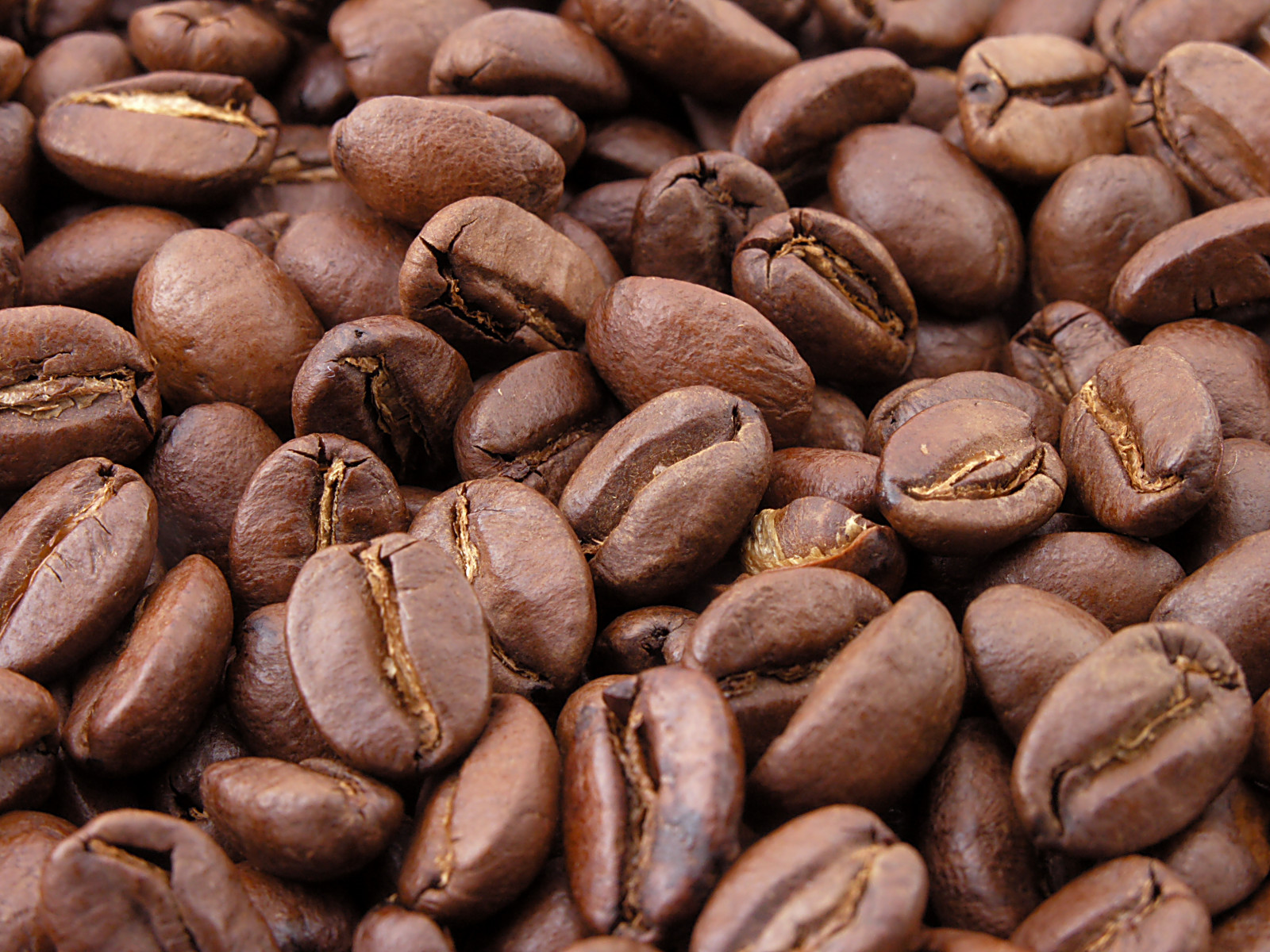
O café é um dos produtos agrícolas do Paraná.

Os mais importantes produtos da agricultura paranaense são o trigo, o milho e a soja, riquezas das quais foram obtidos recordes de safra, competindo com os demais estados. O cultivo da soja é o mais novo dos três e foi expandido tanto no norte como no oeste do estado, e depois no sul. Tem importância, também, que o algodão herbáceo é especialmente produzido no norte. A cafeicultura, que é uma das principais atividades agrícolas do estado, caso não desfrute da mesma grandiosidade de antigamente (o Paraná, sozinho, já chegou a produzir 60% do café de todo o mundo), ainda faz com que o Paraná continue sendo um dos principais produtores da federação brasileira. As plantações mais densas de café revestem a área a oeste de Apucarana. Em segundo lugar, o café é produzido nos terrenos da área zoneada de Bandeirantes, Santa Amélia e Jacarezinho.
No que se refere à pecuária, o Paraná dispõe de uma imensa bovinocultura e é um dos estados brasileiros que mais criam porcos, principalmente no centro, sul e leste do estado. Nos últimos vinte anos, a bovinocultura e a suinocultura foram muito expandidas. Como nos demais estados da região Sul do Brasil, diferem, no Paraná, os modos de utilização das terras campestres ou florestais. Geralmente, nas zonas campestres, a pecuária extensiva é praticada; nas zonas florestais, as plantações e pastos artificiais para engordar o gado são desenvolvidas. No Paraná, a quantidade produzida de ovos, de casulos do bicho-da-seda, mel e cera de abelha ainda é expressiva. Mas é na avicultura que o estado vem se destacando nos últimos dez anos, graças à implantação de frigoríficos pela iniciativa privada e pelas cooperativas. A avicultura é produzida em praticamente todas as regiões acompanhando as áreas onde se produz milho, que é a matéria-prima para a ração das aves. As aves são exportadas para mais de uma dezena de países.

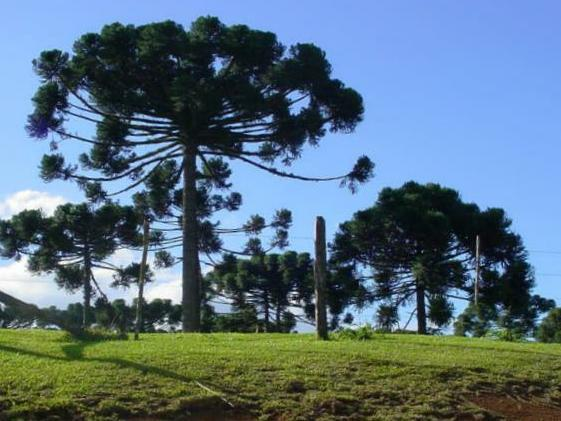
A madeira do pinheiro-do-paraná foi um produto importante do extrativismo vegetal.

A pesca não se expandiu como a pecuária e da agricultura fizeram. Em 2016, foram: 2 977 587 kg de carpa; 23 450 kg de curimatã; 2 700 kg de dourado; 2 765 kg de lambari; 1 500 kg de matrinxã; 1 883 540 kg de pacu e patinga; 132 230 kg de piau, piapara, piauçu e piava; 9 500 kg de pintado, cachara, cachapira, pintachara e surubim; 8 000 kg de pirarucu; 150 290 kg de tambacu e tambatinga; 7 200 kg de tambaqui; 69 924 178 kg de tilápia; 223 827 kg de traíra e trairão; 140 kg de truta; 300 kg de tucunaré; 710 240 kg de outros peixes; 259 719 kg de alevinos; 90 000 kg de camarão; e 68 934 kg de ostras, vieiras e mexilhões.
O subsolo paranaense possui grandes riquezas minerais. Há reservas significativas de areia, argila, calcário, caulim, dolomita, talco e mármore, bem como demais menores (baritina, cálcio). A bacia carbonífera é a terceira do Brasil, e a de xisto, a segunda. Em relação aos minerais metálicos, mediram-se depósitos de chumbo, cobre e ferro.
Uma riqueza importante do Paraná, a dos pinheirais, correu grande perigo devido à indústria de madeira e pela agricultura extensiva. Em 1984, segundo informações do Instituto de Terras e Cartografia do Paraná, as florestas do estado reduziram para 11,9% do que foi cinquenta anos anteriores, durante a implantação no Paraná do mais antigo código florestal. Dos últimos dias da década de 1980 para frente, o governo começou a ensinar o uso do solo e dos recursos florestais segundo uma política que protegesse o meio ambiente e de contínuo reflorestamento. Uma segunda riqueza vegetal que extrai-se dos solos do Paraná é a erva-mate (utilizada para chimarrão, uma bebida típica da região sul do país).

## Setor secundário
Em meados do século XX, as atividades econômicas da indústria impulsionaram consideravelmente a economia do Paraná. Foi em consequência desse impulso que a urbanização cresceu, não somente na área ao redor de Curitiba, como em polos interioranos, exemplificando, Ponta Grossa — maior parque industrial do interior —, Londrina, Cianorte e Cascavel. Os mais importantes gêneros industriais são o de alimentos e o madeireiro. Curitiba é o município que possui mais indústrias e os mais importantes setores de sua atividade industrial são os de alimentos e de móveis, o madeireiro, de minerais não-metálicos, de produtos químicos e de bebidas. Na Região Metropolitana de Curitiba, em São José dos Pinhais, encontram-se ainda unidades industriais (montadoras) da Volkswagen-Audi e da Renault, ambas de grande porte. O setor madeireiro espalha-se no interior, com importantes centros em União da Vitória, Guarapuava e Cascavel.
O centro mais expressivo dos alimentos produzidos é Londrina, sendo também muito importante a atividade em Ponta Grossa, considerado um dos maiores parques moageiros de milho e soja da América Latina. A mais importante indústria do estado é a Companhia Fabricadora de Papel do grupo Klabin, que instalou-se no conjunto da Fazenda Monte Alegre, no município de Telêmaco Borba.
O Paraná possui um imenso potencial hidrelétrico de muito bem empregado, principalmente no rio Iguaçu, onde foram erguidas diversas hidrelétricas, merecendo destaque as de foz do rio Areia, Salto Osório e Salto Santiago. Perto de Curitiba localiza-se a Usina Hidrelétrica de Capivari Cachoeira, uma das mais antigas que a Copel, a companhia estadual de energia elétrica, já construiu. Mais há pouco tempo foram erguidas centrais hidrelétricas em diversos pequenos rios, como a de Chavantes e Vossoroca. No rio Chopim, no sudoeste do estado, foi erguida a Usina Hidrelétrica de Júlio Mesquita Filho. No entanto, opera no Paraná a Usina Hidrelétrica de Itaipu, a segunda maior do mundo em produção de energia (depois da Hidrelétrica de Três Gargantas, na China), mas ainda a maior em tamanho, na fronteira Brasil-Paraguai, e erguida em grupo com este país. Terminada em 1991, somente a partir daí a sua capacidade inteira, de 12 000 MW, começou a ser utilizado, o que fez do Paraná o estado brasileiro que mais produz energia. Mas o Paraná igualmente é enriquecido de energia produzida pelas usinas açúcareiras e alcooleiras, produtoras de eletricidade desde a queima do bagaço da cana-de-açúcar.

## Setor terciário

### Comércio

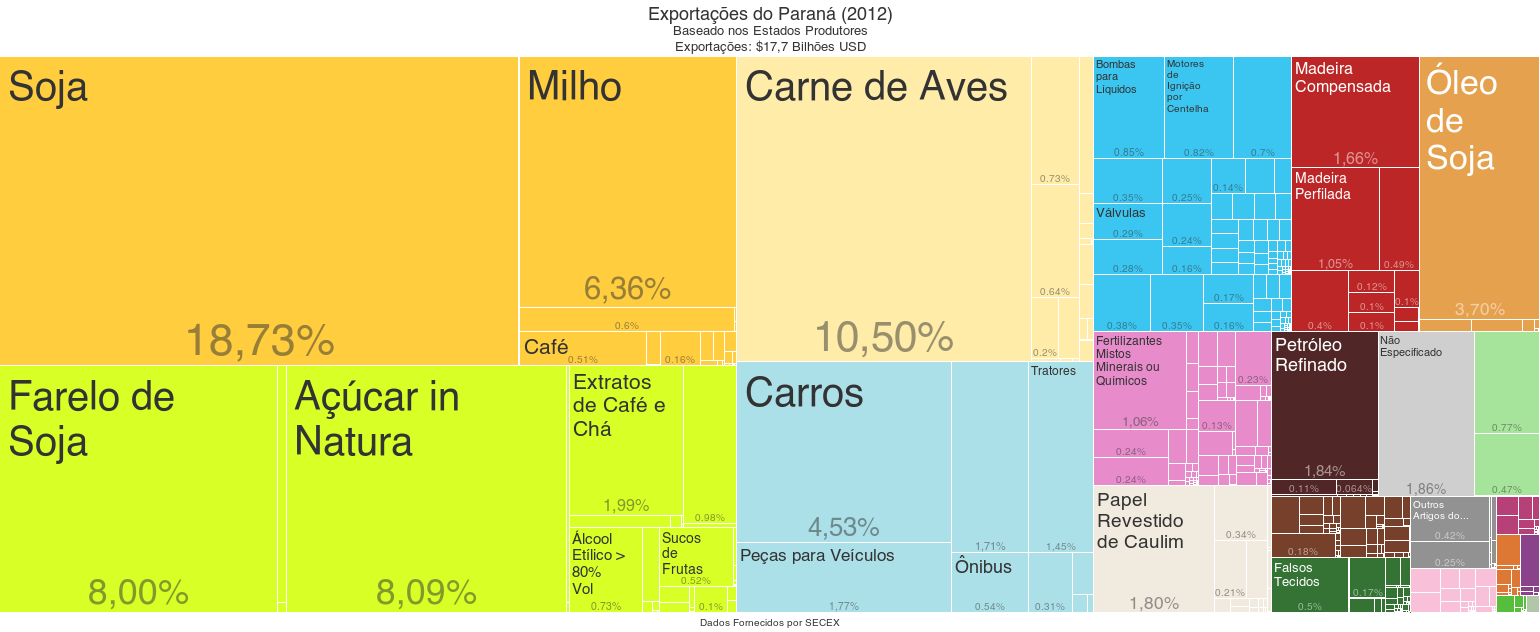
Exportações do Paraná - (2012)

O Paraná é um dos maiores colaboradores das exportações do Brasil. Diversas instituições, como o Centro de Exportação do Paraná (CEXPAR) e a Carteira de Comércio Exterior do Banco do Brasil (CACEX) estimulam a cada momento o comércio exterior. A exportações do Paraná ao comércio exterior são realizadas através do porto de Paranaguá, por Foz do Iguaçu, do Aeroporto Internacional Afonso Pena e uma porção menor pelo município de Barracão, no sudoeste do estado. A área comercial do porto de Paranaguá é extensa pelo Paraná inteiro, pela maioria de Santa Catarina, pela extremidade setentrional do Rio Grande do Sul, pela porção sul de Mato Grosso do Sul e pela República do Paraguai.
Paranaguá possui qualquer requisito de um importante porto. Tem inovadores instrumentos de carga e descarga, pátio para "contêineres", terminais para o sistema de transporte chamado "Roll-on-Roll-off" e cais para inflamáveis. Foi implantado um inovador terminal de grãos, o que facilitou que a safra agrícola fosse escoada. Por esse motivo o porto de Paranaguá é um dos quatro terminais marítimos brasileiros formadores dos Corredores de Exportação.
A atividade portuária de Antonina é voltada para o mercado interior do Brasil, por meio da navegação de cabotagem. Em seu cais encontra-se um entreposto de importação de carvão mineral, que destina-se às indústrias do Paraná.
Os mais importantes produtos de exportação paranaenses são: soja em grão, farelo de soja, milho, algodão, café, erva-mate, produtos refinados de petróleo, caminhões e outros. Os mais importantes produtos de importação paranaenses são: trigo, petróleo e derivados, fertilizantes, veículos, máquinas, carvão mineral, vidros, eletrodomésticos e outros. O mercado externo se faz com os seguintes países: Estados Unidos, Alemanha, Itália, Países Baixos, Japão, Bélgica, Noruega, Inglaterra, Canadá, Argentina e outros. O mercado interior é feito com os estados de São Paulo, Rio de Janeiro, Rio Grande do Sul, Santa Catarina, Mato Grosso do Sul, Pernambuco e demais.

### Turismo
O Paraná é um dos estados os quais possuem maior quantidade de parques nacionais, merecendo destaque o Parque Nacional do Iguaçu e o Parque Nacional de Superagui. Foz do Iguaçu, com mais de 270 cachoeiras e 80m de altura, é mundialmente conhecida. A Garganta do Diabo é um dos atrativos do mais extenso grupo de cataratas do mundo. Ademais da chegada de visitantes às atrações naturais, um passeio muito apreciado é visitar a Usina Hidrelétrica de Itaipu.

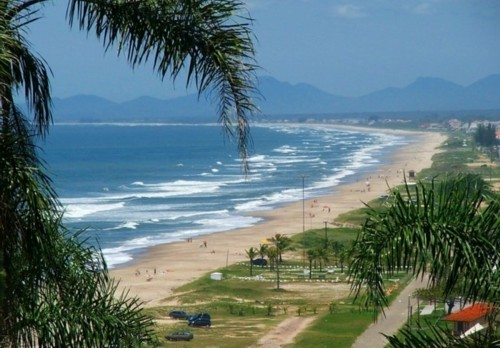
Praia do Brejatuba em Guaratuba.

Uma segunda atração turística é o Parque Estadual de Vila Velha, em Ponta Grossa, em que as rochas que os ventos e as águas esculpiram lembram ruínas de uma cidade muito populosa. Ainda em Ponta Grossa pode ser visitado o Buraco do Padre, a Capela de Santa Bárbara (erguida pelos Jesuítas) e a Cachoeira da Mariquinha. Em Maringá há a Catedral de Maringá (Catedral Basílica Menor de Nossa Senhora da Glória), segundo monumento mais alto da América do Sul e décimo do mundo. Tem aumentado as visitas na região do Canyon Guartelá, (6° maior do mundo e o maior do Brasil) em Tibagi. Os balneários de Caiobá, Matinhos, Guaratuba, Pontal do Paraná e Praia de Leste são as mais visitadas com frequência no Paraná. São frequentadas por turistas não somente no verão, igualmente, porém, no inverno, durante a fuga de uma parcela da população do frio do planalto ao litoral.
Curitiba é hoje um importante destino turístico brasileiro, especialmente procurado por turistas oriundos de estados vizinhos que chegam à cidade por via terrestre. Um importante aumento no "turismo de negócios" tem também se verificado nas últimas décadas. Seja por razões de lazer ou trabalho, o fluxo de visitantes estimado no ano de 2006 chega a ser surpreendente: mais de 1.800.000 pessoas, ou seja, maior que o número de habitantes da cidade.
Os mais importantes locais visitados na cidade são seus parques, e Curitiba dispõe de uma bem espalhada rede deles. Merecem destaque o Jardim Botânico, com sua estufa brilhante (conhecido cartão postal), o Parque Tanguá e a Ópera de Arame. Além dos parques, são visitados o museu Oscar Niemeyer, com seu interesse anexo no formato "ocular", a Rua 24 Horas, a espetacular Torre da Telepar (Torre das Mercês), a praça Santos Andrade onde estão o Teatro Guaíra e o prédio antigo da UFPR, e, em dezembro, o Palácio Avenida, sede do grupo Bradesco, onde acontece o famoso espetáculo do coral de Natal das crianças, que recebe milhões de visitantes no calçadão da rua XV de novembro.
Os visitantes possivelmente têm permissão de entrada a qualquer dos mais importantes parques e atrações turísticas da cidade (menos os centrais) por meio de uma linha de ônibus circular especial, bem barata. Para os ciclistas, há uma grande (para os padrões do Brasil) rede de ciclovias, o qual possibilita entrada a diversos recantos aprazíveis da cidade ao longo de áreas verdes. Mas são encontrados poucos lugares onde se alugam bicicletas.
Curitiba possui demais atrações turísticas curiosas e plausíveis de ser conhecidas: o Relógio das Flores, construído num imenso canteiro no centro histórico (o Largo da Ordem); o bairro de Santa Felicidade, onde são encontrados muitos restaurantes com pratos típicos de muitos países, dos quais destaca-se o Madalosso, o maior restaurante do Brasil e das Américas; a "Boca Maldita", na avenida Luís Xavier, a "menor do mundo", porque possui somente um quarteirão, em que políticos encontram-se ao entardecer para puxar conversa a respeito dos mais importantes temas do dia e confabular; as feiras de arte e artesanato aos finais de semana, além de demais parques e bosques. Paranaguá, a mais antiga cidade criada no Estado, em 1648, possui em suas igrejas barrocas certa coisa da história daquele tempo. Também possivelmente se vai de litorina entre a capital e Paranaguá em uma viagem muito curiosa.

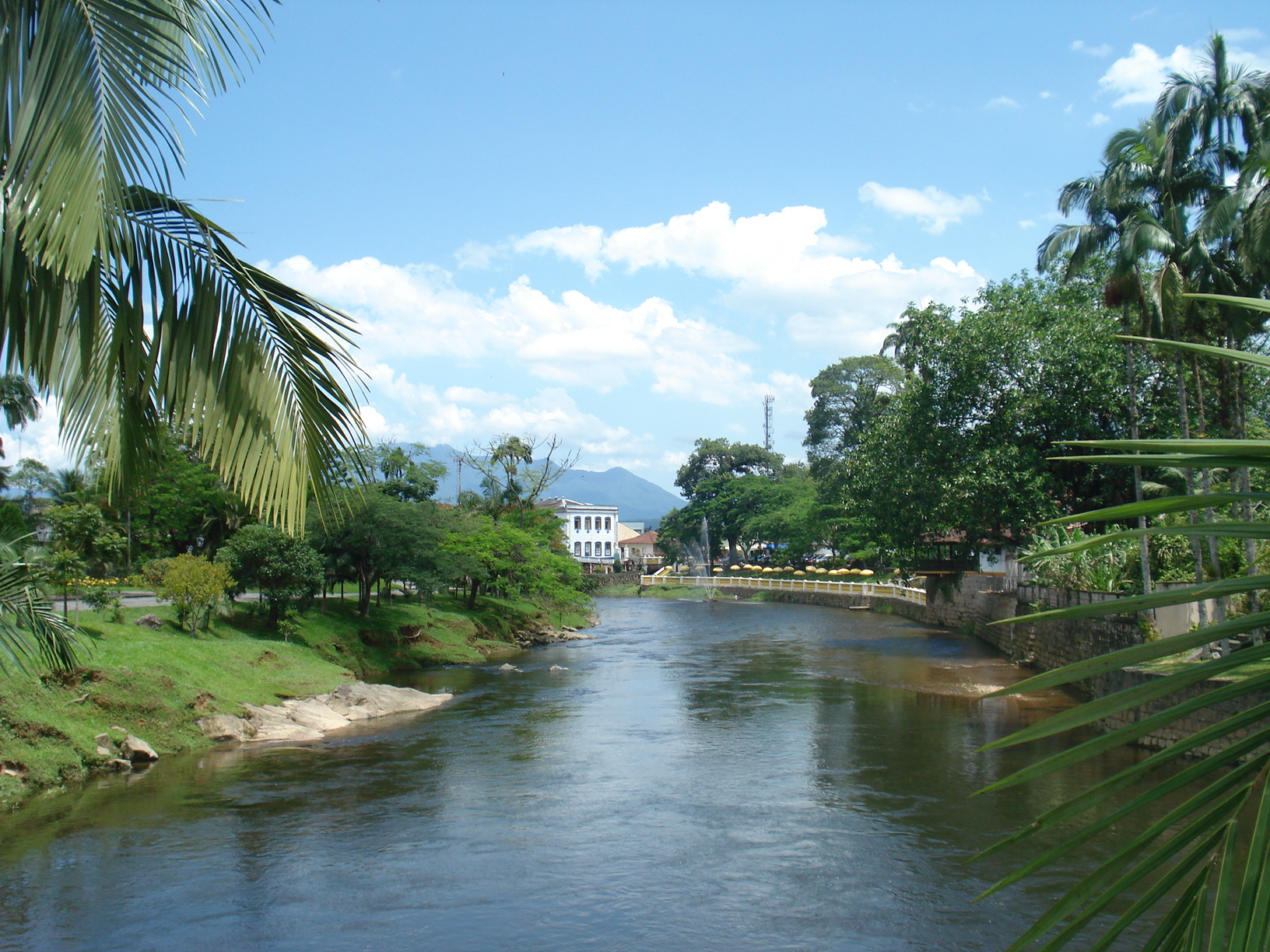
Morretes.

A Estrada de Ferro Curitiba-Paranaguá, erguida pelo império há aproximadamente cem anos, atravessa a serra do Mar por meio de túneis e viadutos, cortando abismos a qualquer momento. Os precipícios valorizam a formosidade da paisagem, composta pela mata mais ou menos virgem e por várias quedas-d’água. Um segundo caminho turístico da Serra do Mar é a estrada da Graciosa, de história mais velha do que a mesma ferrovia, um curto e sedutor caminho, em sua maioria de paralelepípedos, que corre a serra para baixo ao longo da bela vegetação e vistas espetaculares, indo a Morretes (em que igualmente atravessa a estrada de ferro), cidade antiga, onde é comido o barreado, comida típica do litoral do Paraná, e em que são praticadas várias modalidades de ecoturismo. A cidade é também conhecida pelo artesanato qualificado e variado e por seus alambiques, os quais fabricam cachaça de primeira linha.

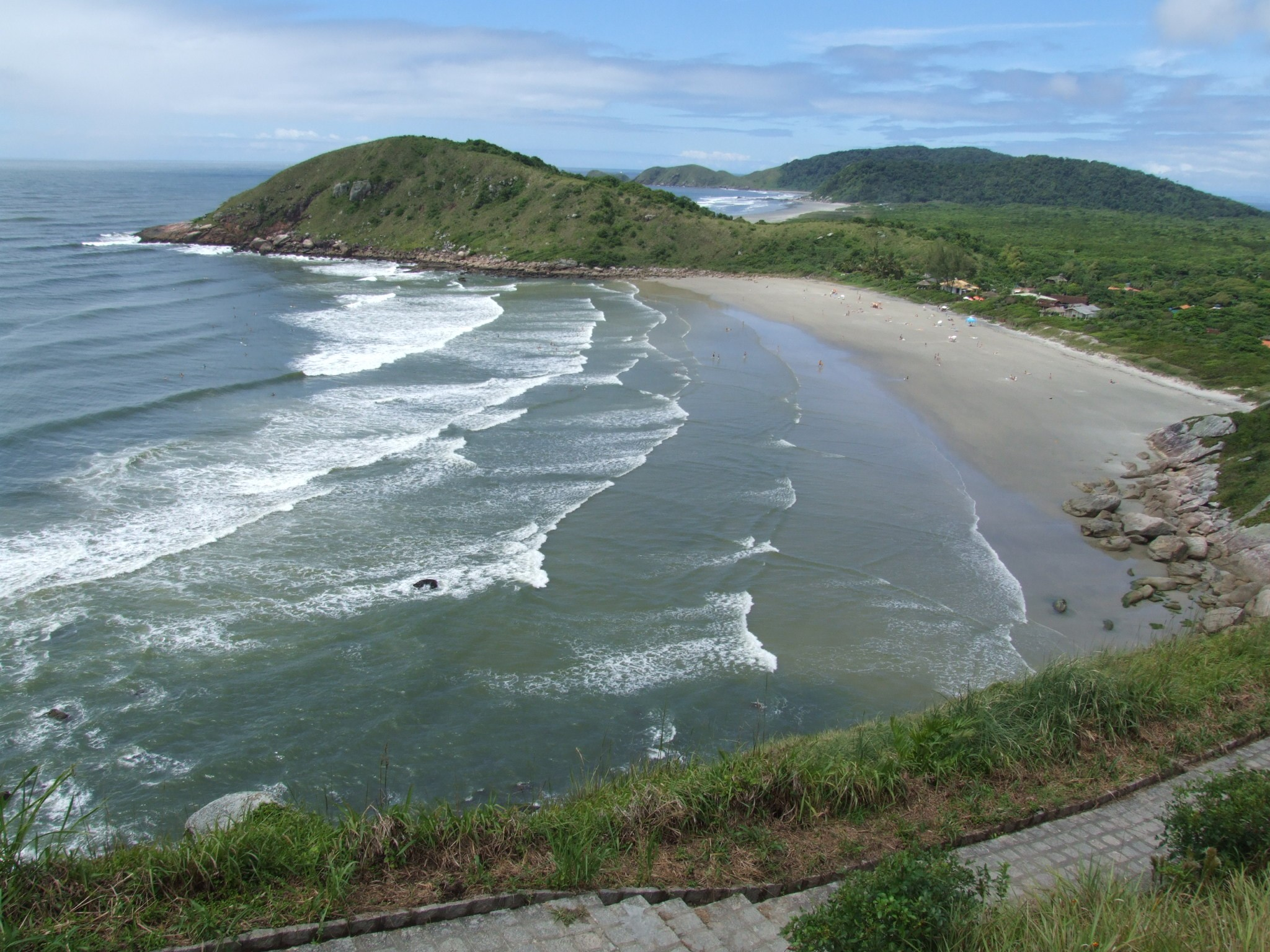
Praias da Ilha do Mel.

De lancha, através da baía de Paranaguá, possivelmente chega-se à ilha do Mel, em que o passado e o meio-ambiente são mesclados. No município da Lapa, são Benedito comemora-se (dezembro) com a "congada" (dança dos negros congos, originária da África, em que filhos, netos e bisnetos de escravos conversam, declamam, trovam e bailam). Demais danças populares são o curitibano, com os casais rodando; o quebra-mana, que combina valsa com sapateado; e o nhô-chico, dança ao som de violas, típica do litoral.
Durante o ano todo, são promovidas feiras e festivais, merecendo destaque a München Fest de Ponta Grossa, a Oktoberfest de Rolândia, Carnaval de Rua de Tibagi, o Festival Internacional de Londrina, Festival de Teatro de Curitiba (o mais importante do país), Festival Folclórico e de Etnias do Paraná, e a Feira de Móveis do Paraná (Movelpar). Ainda são consideravelmente interessantes as grandes feiras agropecuárias, principalmente a Expo Londrina.